# Parzęczew (Łódź)
Parzęczew is een dorp in het Poolse woiwodschap Łódź, in het district Zgierski. De plaats maakt deel uit van de gemeente Parzęczew en telt 672 inwoners.